# Кирхбах, Гюнтер фон
Граф  Гюнтер Эмануэль фон Кирхбах (нем. Günther von Kirchbach; 9 августа 1850, Эрфурт — 6 сентября 1925, Бад-Бланкенбург) — немецкий государственный и политический деятель, военачальник, генерал-полковник (Generaloberst, 27.1.1918), главнокомандующий 8-й армией Германской империи.

## Биография
Сын кадрового военного, генерала инфантерии Гуго фон Кирхбаха, командира V армейского корпуса германской империи. В 1868 году окончил Берлинский кадетский корпус. Выпущен в гвардейский фузилерный полк.

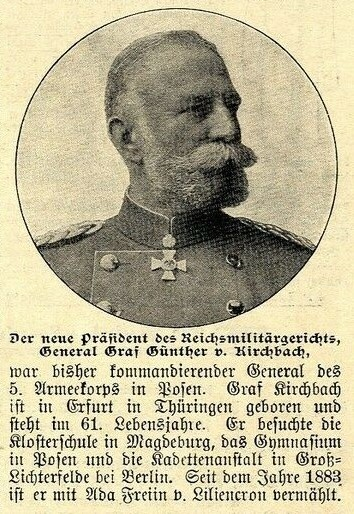

Участник франко-прусской войны 1870—1871 годов.
В 1899 году получил звание генерал-майор . В 1903 году ему было присвоено звание генерал-лейтенанта, а в 1907 году — генерала инфантерии.
С октября 1907 по 1911 год служил командиром V армейского корпуса, который его отец ранее занимал во время франко-прусской войны. С 1911 до начала Первой Мировой войны — президент Имперского военного суда (военного трибунала).
После мобилизации в августе 1914 года переведен в действующую армию и назначен командиром Х резервного корпуса, который входил в состав 2-й армии на Западном фронте.
В конце августа 1914 года был тяжело ранен и почти два года провёл в лазарете. После выздоровления в сентябре 1916 года назначен командиром ландверного корпуса.
С 22 апреля 1917 года — командующий армейским управлением «D» («Динабург»), действовавшим на Восточном фронте.
С 12 декабря 1917 года командовал 8-й армией Германской империи. После гибели генерал-фельдмаршала Г. фон Эйхгорна 31.7.1918 года возглавил группу армий «Киев».
После Октябрьской революции в России и заключения Брестского мира руководил оккупацией Южной Белоруссии, Украины и Юга России. С 31 июля 1918 года — главнокомандующий группы армий «Киев». Возглавил администрацию оккупированных областей Украины (за исключением находящихся под управлением австро-венгерской администрации частей Волынской, Подольской, Херсонской и Екатеринославской губерний), а также Крым, Таганрог, и южные районы Белоруссии, Донской области, части Воронежской и Курской губерний.
После Ноябрьской революции в Германии руководил эвакуацией германских войск на родину.